# Cercanías Bilbao

Mapa linii Cercanías Bilbao

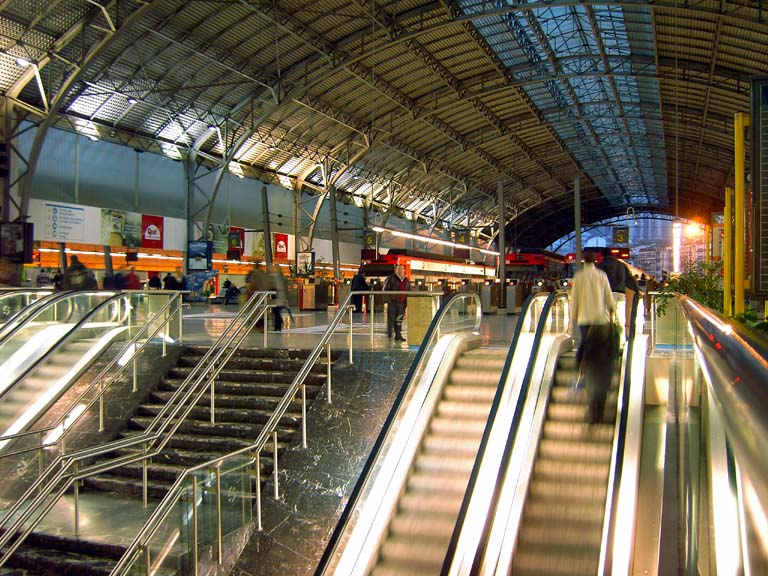
Terminal na stacji kolejowej Bilbao–Abando

Cercanías Bilbao – nazwa systemu podmiejskiej kolei regionalnej obsługującej obszar metropolitalny Bilbao. Składa się on z 4 linii, łączących się na terminalu głównej stacji w Bilbao – Bilbao Abando, z której to każda linia rozpoczyna swój bieg. System ten na niektórych stacjach ma połączenia z FEVE, co umożliwia przesiadki i dojazd z Kraju Basków do Galicji, Kantabrii czy Asturii. Tabor składa się z elektrycznych zespołów trakcyjnych serii UT 446 wyprodukowanych przez CAF. Pociągi kursują średnio co 20 minut pomiędzy 05:00 a 23:30 w dni powszednie
oraz co 30 min. w soboty, niedziele i święta. 